# Marcel Ciolacu
Ion-Marcel Ciolacu, född 28 november 1967 i Buzău, är en rumänsk politiker tillhörande Socialdemokratiska partiet (PSD). Mellan 2023 till 2025 var han Rumäniens premiärminister. Han har varit PSD:s partiledare sedan november 2019.
Ciolacu har en juristexamen från Bukarests ekologiska universitet samt en masterexamen i styrning av offentlig förvaltning från Nationella universitetet för statsvetenskap och offentlig förvaltning.